# Поезд в ад (фильм)
«Поезд в ад» — кинофильм.

## Сюжет
Ненастной осенней ночью в легендарном Восточном экспрессе встретились именитые пассажиры: талантливый журналист Мартин, ведущий опасное расследование, очаровательная актриса, гордая прима-балерина и жестокий вожак банды неонацистов.
Они спешат в Венецию по неотложным делам, не подозревая, что все тайны их прошлого и будущего давно известны загадочному незнакомцу, который незримо будет сопровождать их до конца поездки.
Вскоре в уединенных купе и мрачных коридорах роскошного экспресса развернутся странные и пугающие события, разгадать которые сможет только бесстрашный Мартин, избежавший жестоких ловушек судьбы и сумевший понять коварные замыслы таинственного незнакомца.

## В ролях
- Малкольм Макдауэлл - Стренджер
- Хью Грант - Maртин
- Тэнни Уэлш - Вера
- Кристина Содербаум - Eфимия
- Рашель Райс - Пиа
- Эвелин Опела - Татьяна
- Сэми Ленгс - Педро
- Мерфи Макларен - Черный Друг
- Робинсон Рейчел - скинхед Удо
- Ральф Херфорт - скинхед Макс